# Comunele Nigerului

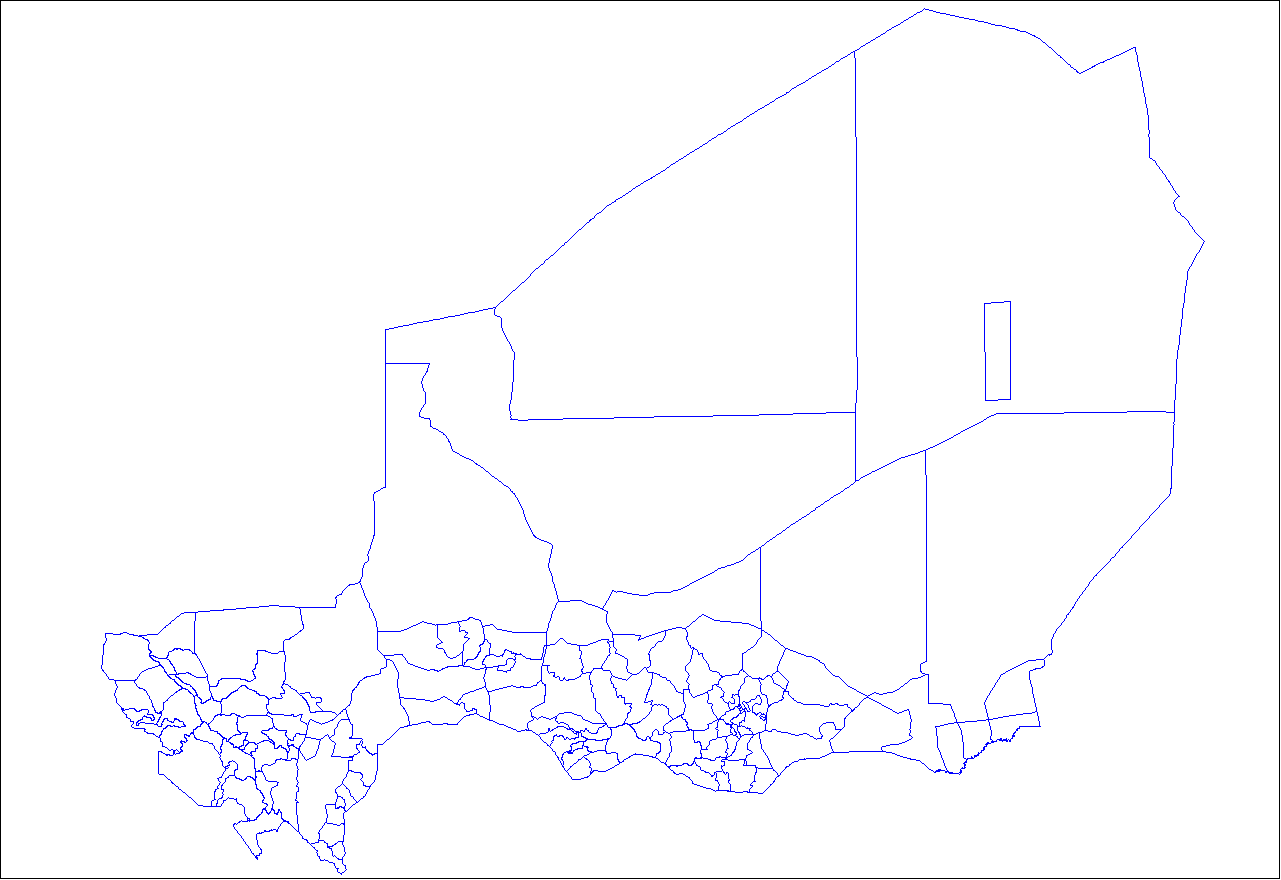
Comunele Nigerului

Comunele reprezintă cel de-al treilea nivel al organizării administrative a Nigerului. Departamentele Nigerului sunt subdivizate în 265 de comune.

## Regiunea Agadez

### Departamentul Arlit
- Arlit
- Dannet
- Gougaram
- Iférouane
- Timia

### Departamentul Bilma
- Bilma
- Dirkou
- Djado
- Fachi

### Departamentul Tchirozerine
- Tchirozerine
- Agadez
- Aderbissinat
- Dabaga
- Ingall
- Tabelott

## Regiunea Diffa

### Departamentul Diffa
- Diffa
- Bosso
- Chetimari
- Gueskerou
- Toumour

### Departamentul Maine-Soroa
- Maine-Soroa
- Foulatari
- Goudoumaria
- N'Guelbety

### Departamentul N'guigmi
- N'guigmi
- Kabelawa
- N’gourti

## Regiunea Dosso

### Departamentul Boboye
- Birni N'Gaouré
- Fabidji
- Fakara
- Falmey
- Guillagué
- Harikanassou
- Kankandi
- Kiota
- Koygolo
- N’Gonga

### Departamentul Dogondoutchi
- Dogondoutchi
- Dan-Kassari
- Dogonkiria
- Doumega
- Guechemé
- Kieché
- Koré Mairoua
- Matankari
- Soucoucoutane
- Tibiri

### Departamentul Dosso
- Dosso
- Farey
- Garankedey
- Gollé
- Goroubankassam
- Karguibangou
- Mokko
- Sambera
- Tessa
- Tombokoirey I
- Tombokoirey II

### Departamentul Gaya
- Gaya
- Bana
- Bengou
- Dioundiou
- Karakara
- Tanda
- Tounouga
- Yelou
- Zabori

### Departamentul Loga
- Loga
- Falwel
- Sokorbé

## Regiunea Maradi

### Departamentul Aguie
- Aguie
- Gangara
- Gazaoua
- Tchadoua

### Departamentul Dakoro
- Dakoro
- Adjekoria
- Azagor
- Bader Goula
- Bermo
- Birni Lallé
- Dan Goulbi
- Gadabedji
- Korahane
- Kornaka
- Maiyara
- Roumbou I
- Sabon Machi
- Tagriss

### Departamentul Guidan Roumdji
- Guidan Roumdji
- Tibiri
- Chadakori
- Guidan Sori
- Saé Saboua

### Departamentul Madarounfa
- Madarounfa
- Maradi
- Maradi II
- Maradi III
- Dan Issa
- Djiratawa
- Gabi
- Safo
- Sarkin Yamma

### Departamentul Mayahi
- Mayahi
- Attantané
- El Alassan Maireyrey
- Guidan Amoumoune
- Issawane
- Kanan Bakaché
- Sarkin Haoussa
- Tchaké

### Departamentul Tessaoua
- Tessaoua
- Baoudetta
- Hawandawaki
- Koona
- Korgom
- Maijirgui
- Ourafane

## Regiunea Tahoua

### Departamentul Abalak
- Abalak
- Akoubounou
- Azeye
- Tabalak
- Tamaya

### Departamentul Birni N'Konni
- Birni N'Konni
- Allela
- Bazaga
- Doguerawa
- Malbaza
- Tsernaoua

### Departamentul Bouza
- Bouza
- Allakaye
- Babankatami
- Deoulé
- Karofane
- Tabotaki
- Tama

### Departamentul Illela
- Illela
- Badaguichiri
- Bagaroua
- Tajaé

### Departamentul Keita
- Keita
- Garhanga
- Ibohamane
- Tamaské

### Departamentul Madaoua
- Madaoua
- Azarori
- Bangui
- Galma Koudawatché
- Ourno
- Sabon Guida

### Departamentul Tahoua
- Tahoua
- Tahoua II
- Affala
- Bambeye
- Barmou
- Kalfou
- Takanamat
- Tebaram

### Departamentul Tchintabaraden
- Tchintabaraden
- Kao
- Tassara
- Tillia

## Regiunea Tillabéri

### Departamentul Filingue
- Filingue
- Abala
- Imanan
- Kourefeye Centre
- Sanam
- Tagazar
- Tondikandia

### Departamentul Kollo
- Kollo
- Bitinkodji
- Dantchandou
- Hamdallaye
- Karma
- Kirtachi
- Kouré
- Liboré
- N’Dounga
- Namaro
- Youri

### Departamentul Ouallam
- Ouallam
- Banibangou
- Dingazi
- Simiri
- Tondikiwindi

### Departamentul Say
- Say
- Ouro Gueledjo
- Tamou
- Torodi

### Departamentul Tera
- Tera
- Bankilaré
- Dargol
- Diagourou
- Gorouol
- Gotheye
- Kokorou
- Mehana

### Departamentul Tillabéri
- Tillabéri
- Anzourou
- Ayourou
- Bibiyergou
- Dessa
- Inates
- Kourteye
- Sakoira
- Sinder

## Regiunea Zinder

### Departamentul Gouré
- Gouré
- Alakoss
- Bouné
- Gamou
- Guidiguir
- Kellé
- Tesker

### Departamentul Magaria
- Magaria
- Bandé
- Dantchiao
- Dogo-Dogo
- Dungass
- Gouchi
- Kwaya
- Malawa
- Sassoumbroum
- Wacha
- Yekoua

### Departamentul Matamèye
- Matameye
- Dan Barto
- Daouché
- Doungou
- Ichirnawa
- Kantché
- Kourni
- Tsaouni
- Yaouri

### Departamentul Mirriah
- Mirriah
- Zinder
- Zinder II
- Zinder III
- Zinder IV
- Zinder V
- Albarkaram
- Dakoussa
- Damagaram Tayakaya
- Dogo
- Droum
- Gaffati
- Garagoumsa
- Gouna
- Guidimouni
- Hamdara
- Kolleram
- Mazamni
- Moa
- Tirmini
- Wamé
- Zermou

### Departamentul Tanout
- Tanout
- Falenko
- Gangara
- Ollelewa
- Tarka
- Tenhya